# Hermann Reis

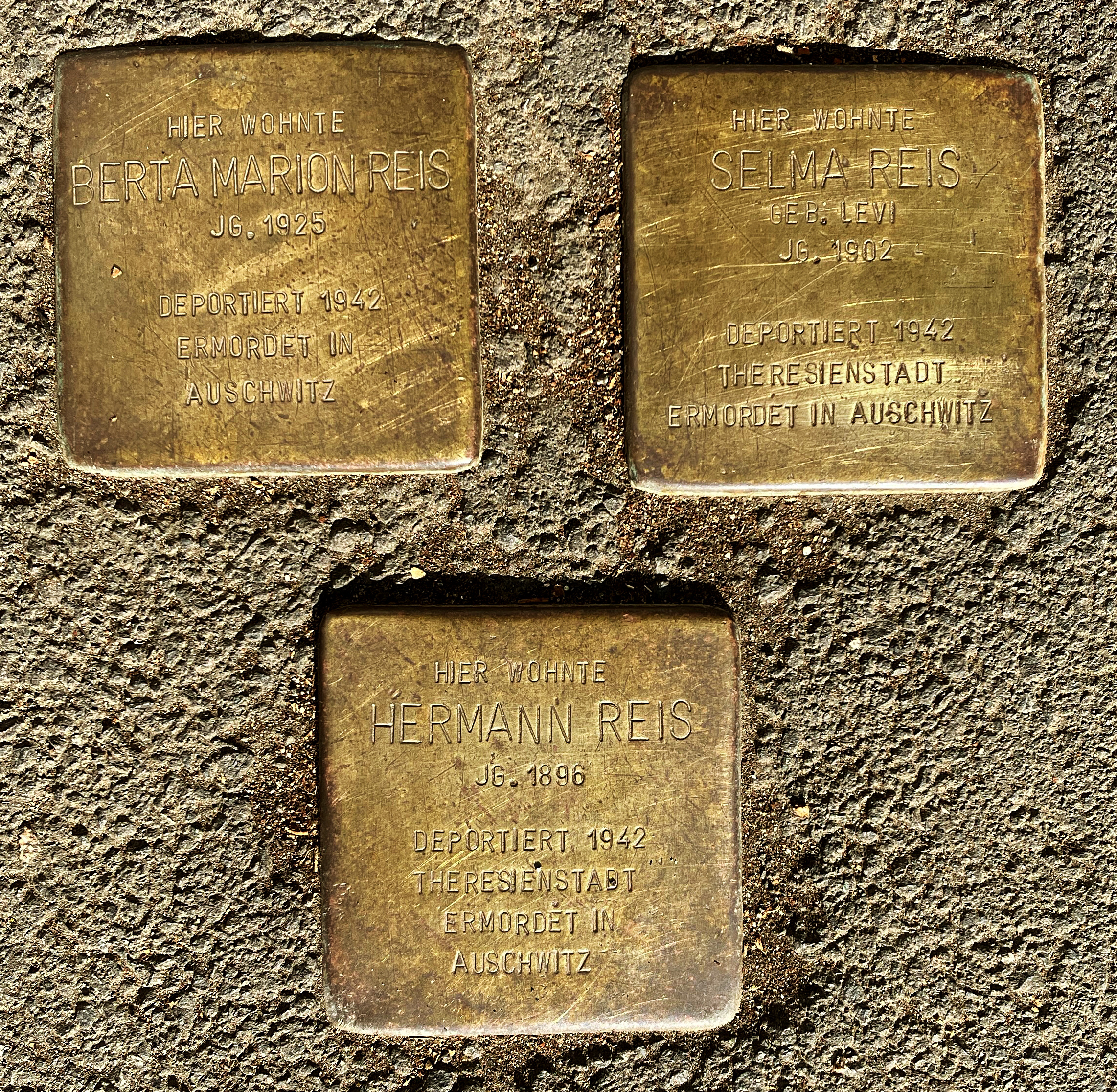
Stolpersteine für Hermann, Selma und Marion Reis, Marburg, Friedrichstr. 2

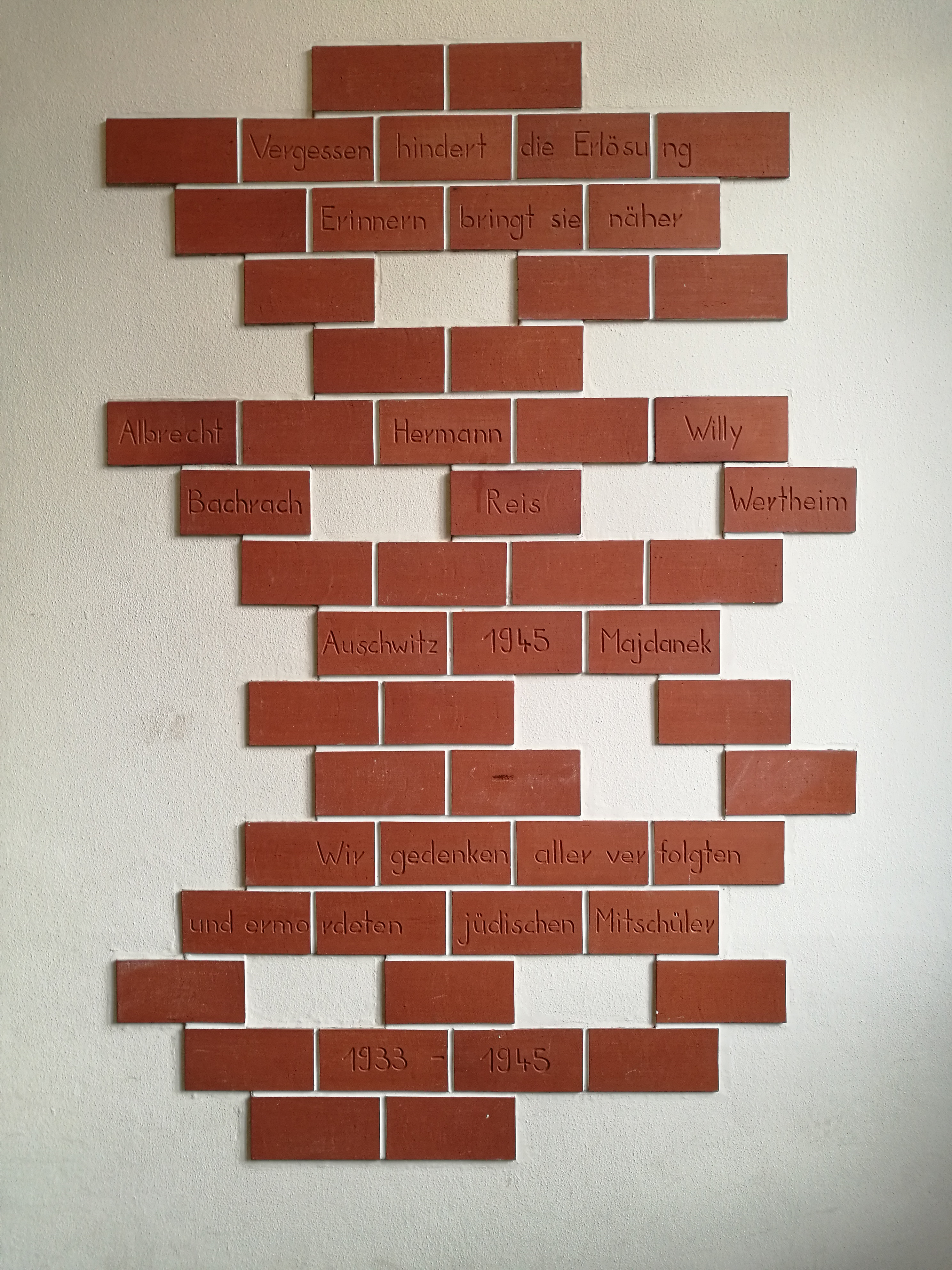
Gedenktafel für die ermordeten jüdischen Mitschüler der Martin-Luther-Schule Marburg, von denen exemplarisch drei, darunter Hermann Reis, benannt werden

Hermann Reis (geb. 16. September 1896 in Allendorf (Eder); gest. nach dem 29. September 1944 im KZ Auschwitz) war ein deutscher jüdischer Rechtsanwalt und Notar in Marburg, letzter Vorsitzender der 1939 in einen Verein umgewandelten jüdischen Gemeinde Marburgs und Sachwalter jüdischer Angelegenheiten. Er wurde mit Frau und Tochter in Auschwitz ermordet.

## Herkunft und Ausbildung
Hermann Reis wurde am 16. September 1896 in Allendorf (Eder) als Sohn des Viehhändlers Moses Reis geboren. Nach Besuch der jüdischen Grundschule in Battenfeld 1908 erfolgte die Einschulung in die Quinta der Martin-Luther-Schule in Marburg, wo er in Dr. Schlesingers Schülerheim, Schwanallee 15, lebte. Im Juni 1915 legte er das Kriegsabitur ab und meldet sich freiwillig zum Kriegsdienst in einem Feldartillerieregiment. Ihm wurde das Eiserne Kreuz verliehen. Zum Wintersemester 1918/19 immatrikulierte er sich an der Philipps-Universität Marburg als Jurastudent, gleichzeitig mit seinem jüngeren Bruder Justus, der Medizin studierte. Dieses Studium setze er in Göttingen und Frankfurt (Main) fort. Am 1. September 1920 legte er das Staatsexamen ab und absolvierte ein Rechtsreferendariat in einer Marburger Kanzlei. Zum Wintersemester 1921/22 setzte er das Studium an der Philipps-Universität Marburg fort mit Promotion zum Dr. jur. im August 1922 bei Friedrich Bernhard André: Der Inhalt des Erbbaurechts. Es folgte eine Tätigkeit am Amtsgericht zunächst in Battenberg, ab 1923 in Marburg und Kassel. Im Mai 1924 heiratete er in Marburg Selma Levy aus Treysa. Am 12. April 1925 wurde ihre Tochter Marion, geboren.

## Berufsleben
Nach der zweiten Staatsprüfung in Berlin und Rückkehr nach Marburg führte er dort gemeinsam mit Willy Wertheim (* 28. Januar 1892 in Hatzbach) eine Anwaltskanzlei, ab 1931 als Notariat. Er war aktiv im Central-Verein deutscher Staatsbürger jüdischen Glaubens in der Bekämpfung des Antisemitismus und der Wahrung der staatsbürgerlichen Rechte. Vor 1933 war er aktives Mitglied der Deutschen Demokratischen Partei (DDP). Nach dem Gesetz zur Wiederherstellung des Berufsbeamtentums konnte Reis 1933 das Notariat und die Anwaltstätigkeit nicht fortführen. Sein Partner floh nach Frankreich und ist seit 1943 im KZ Majdanek verschollen. Reis konnte als Rechtsberater für ausreisewillig gemachte Juden weiterarbeiten. Bei der Zerstörung der Synagoge in Marburg am 9. November 1938 und der Verhaftung von 31 jüdischen Männern, die in das KZ Buchenwald deportiert wurden, blieb Reis verschont und wurde 1939 Obmann der jüdischen Gemeinde in den Beziehungen zur Staatsgewalt. Bis zum Schluss war er mit der Wahrnehmung jüdischer Rechtsangelegenheiten beauftragt. Damit stand er in konflikthafter Beziehung zu manchen Gemeindemitgliedern, die ihn als Schergen der Nationalsozialisten ansahen. Freiwillig meldete er sich zu Straßen- und Feldarbeit, um nicht als privilegiert angesehen zu werden. Im Dezember 1941 gelang es ihm noch, seine Tochter Marion vor der Deportation zu bewahren. Die Familie musste 1940 ihre Wohnung in der Friedrichstraße 2 verlassen und in ein Ghettohaus umziehen.

## Fluchtversuch
Die in Marburg lebende Witwe des Staatsrechtlers Albert Hensel, Marie Luise Hensel, versuchte im August 1942, die Familie Reis über die Grenze am Bodensee in die Schweiz zu retten. Aufgrund einer Denunziation wurde sie dort festgenommen und in ein Konstanzer Gefängnis gebracht. Nach dreitägigen Verhören nahm sie sich das Leben, um keinen Verrat zu begehen. Der Fluchtversuch endete mit der Inhaftierung der Familie Reis im Gefängnis der Gestapo in Kassel wegen versuchter Beihilfe zum Schmuggel jüdischen Besitzes in die Schweiz. Der Fluchtversuch wurde 1960 von Marie Luise Kaschnitz in der Erzählung Das rote Netz: In memoriam Marie-Louise Hensel, literarisch bearbeitet.

## Deportation
Die gesamte Familie Reis, einschließlich der Eltern von Selma Reis Levi Levi und Johanna Levi geb. Hattenbach aus Treysa, wurde am 6. September 1942 mit der dritten und letzten Deportation von Juden aus Marburg nach Kassel und am nächsten Tag von dort ins Ghetto Theresienstadt verschleppt. Am 29. September 1944 wurde Hermann ins KZ Auschwitz verbracht. Selma und Marion Reis wurden zwei Wochen später nach Auschwitz deportiert. Hermann Reis, seine Frau und Tochter wurden 1944 im KZ Auschwitz ermordet. Selmas Vater starb ebenfalls und nur Selmas Mutter überlebte.

## Würdigung
Zur Erinnerung an die verfolgten und ermordeten jüdischen Schüler der Martin-Luther-Schule in Marburg, wurde in der Schule eine Gedenktafel angebracht, auf der stellvertretend Albrecht Bachrach (* 1922, 1942 im KZ Auschwitz ermordet), Hermann Reis und Willy Wertheim (* 1892, 1943 im KZ Majdanek ermordet) genannt werden.
2006 sind für Hermann Reis, seine Frau und Tochter vor ihrem ehemaligen Wohnhaus in der Friedrichstraße 2 in Marburg vom Künstler Gunter Demnig drei Stolpersteine gesetzt worden.